# Richard Conte
Nicholas Peter Conte (n. 24 martie 1910, Jersey City, New Jersey, SUA – d. 15 aprilie 1975, Los Angeles, California, SUA), cunoscut profesional ca Richard Conte, a fost un actor american. A apărut în peste 100 de filme din anii 1940 până în anii 1970, inclusiv în I'll Cry Tomorrow, Ocean's 11⁠(d) și Nașul.

## Biografie
Richard Conte s-a născut Nicholas Peter Conte pe 24 martie 1910 în Jersey City, New Jersey, fiul italoamericanilor Julia (născută Fina) ș Pasquale Conte. A absolvit Liceul William L. Dickinson⁠(d) din Jersey City. Conte a lucrat ca șofer de camion, curier, vânzător de pantofi și chelner cântăreț înainte de a deveni actor. A fost descoperit de Elia Kazan și John Garfield la o stațiune din Connecticut. În cele din urmă, a câștigat o bursă de studiu la Neighborhood Playhouse⁠(d) din New York City, unde a devenit un actor remarcabil. 
Conte a fost republican și l-a susținut pe Dwight Eisenhower în timpul alegerilor prezidențiale din 1952⁠(d). Acesta era de confesiune romano-catolică.

## Cariera

### Teatru și film
Și-a făcut debutul în film sub numele Nicholas Conte în Heaven with a Barbed Wire Fence⁠(d) (1939) alături de actorii Glenn Ford și Jean Rogers⁠(d). A debutat pe Broadway în My Heart's in the Highlands (1939) pentru Teatrul Group, iar în anul următor a apărut în Night Music (1940) al dramaturgului Clifford Odets⁠(d). A avut roluri în compania lui Golden Boy.
Pe Broadway a mai apărut în Heavenly Express (1941), Walk Into My Parlor (1941), Jason (1942) și The Family (1943).
În timpul celui de-Al Doilea Război Mondial, Conte a servit în Armata Statelor Unite, dar a fost lăsat la vatră din cauza unor probleme oculare.
În mai 1943, Conte a semnat un contract pe termen lung cu studioul 20th Century Fox și și-a schimbat numele în Richard Conte. Primul său film pentru aceștia a fost Guadalcanal Diary⁠(d) (1943). A urmat un rol într-un film de război - The Purple Heart⁠(d) (1944) - regizat de Lewis Milestone.
Conte a avut un rol minor în Captain Eddie⁠(d) (1945), un film biografic despre Eddie Rickenbacker⁠(d), și a interpretat un prizonier italian în A Bell for Adano⁠(d) (1945). Conte a avut rolul principal în filmul de război A Walk in the Sun⁠(d) (1945). Studioul Fox i-a oferit lui Conte un rol în filmul noir The Spider⁠(d) (1945). A avut un rol secundar în Somewhere in the Night⁠(d) (1946), regizat de Joseph Mankiewicz, apoi a apărut alături de James Cagney în filmul de spionaj 13 Rue Madeleine⁠(d) (1946) regizat de Henry Hathaway.
Conte a realizat pentru studioul Enterprise Productions⁠(d) lungmetrajul The Other Love⁠(d) (1947) cu Barbara Stanwyck și David Niven. După ce a revenit la Fox, a avut un rol în filmul de crimă Call Northside 777⁠(d) (1948), fiind prizonierul declarat nevinovat de personajul lui James Stewart.
Conte a apărut alături de Victor Mature în Cry of the City⁠(d) (1948). MGM l-a preluat pentru un rol secundar în Big Jack⁠(d) (1949), iar apoi l-a interpretat pe Max Monetti în House of Strangers⁠(d). În același an, a apărut în Thieves' Highway⁠(d) (1949), regizat de Jules Dassin, și a jucat împreună cu Gene Tierney în filmul clasic al lui Otto Preminger, Whirlpool⁠(d) (1950).
Conte a semnat un contract cu studioul Universal Pictures și a jucat în câteva film polițiste - The Sleeping City⁠(d) (1950), Hollywood Story⁠(d) (1951) și The Raging Tide⁠(d) (1951).

### Televiziune
A avut roluri episodice în seriale de televiziune precum The 20th Century-Fox Hour⁠(d) și Zona crepusculară (episodul „Perchance to Dream”). A apărut în adaptarea pentru televiziune a povestirii The Gambler, the Nun, and the Radio⁠(d) (1960). A avut primul său rol principal de televiziune în serialul The Four Just Men⁠(d) (1959–60).
Pe parcursul carierei sale, Conte a avut roluri în Alfred Hitchcock prezintă..., Bus Stop, Naked City, Checkmate, Frontier Circus, The DuPont Show of the Week, Incoruptibilii⁠(d), Alcoa Premiere, Going My Way, Kraft Mystery Theater, 77 Sunset Strip, The Reporter, Kraft Suspense Theatre și Arrest and Trial.
A avut un roluri secundare în Who's Been Sleeping in My Bed?⁠(d) (1963), Circus World⁠(d) (1964), Viața lui Iisus (1965) și un rol principal în The Eyes of Annie Jones⁠(d) (1964).
Conte a jucat împreună cu Frank Sinatra în Assault on a Queen⁠(d) (1966) și a făcut parte din distribuția filmului Hotel⁠(d) (1967). În 1966, Conte a obținut un rol secundar în sitcomul CBS The Jean Arthur Show. A apărut în rolul locotenentului Dave Santini în două filme de crimă - Tony Rome⁠(d) (1967) și Lady in Cement⁠(d) (1968). Între timp, a făcut un western în Europa intitulat Sentenza di morte⁠(d) (1968).
În 1968, a lansat singurul său film în calitate de regizor - Operation Cross Eagles.
Spre finalul anilor 1960, acesta a mai apărut în The Bold Ones: The Lawyers⁠(d), The Challengers (1970) și The Name of the Game⁠(d) (1970).

### Nașul
Conte a devenit cunoscut pentru rolul bossului Don Barzini în filmul Nașul (1972). La un moment dat a fost luat în considerare pentru rolul principal, cel al lui Vito Corleone, însă acesta i-a fost oferit în cele din urmă lui Marlon Brando.
Succesul filmului a condus la alte roluri de gangsteri în Murder Inferno (1973), The Big Family (1973), Pete, Pearl & the Pole (1973), My Brother Anastasia (1973), The Violent Professionals (1973), No Way Out (1973), Anna, quel particolare piacere (1973), Shoot First, Die Later (1974) și Violent Rome (1975). De asemenea, a apărut și în filme de groază: Evil Eye (1975), A Diary of a Murderess (1975) și Naked Exorcism (1975).

## Viața personală
Conte a fost căsătorit cu actrița Ruth Storey, cei doi adoptând un fiu, Mark Conte. În 1950, Conte și Storey locuiau la 1366 San Ysidro Drive din Beverly Hills. Cuplul a divorțat în 1963. Acesta s-a căsătorit cu a doua sa soție, Shirlee Garner, în 1973; au rămas căsătoriți până la moartea sa.

## Moartea
Pe 3 aprilie 1975, Conte a suferit un atac de cord masiv și un accident vascular cerebral. A fost dus la Centrul Medical UCLA, unde personalul a lucrat timp de opt ore pentru a-l ține în viață. A fost internat la terapie intensivă și a murit pe 15 aprilie. A fost înmormântat în Westwood Memorial Park⁠(d) din Los Angeles.

## Filmografie parțială
- Heaven with a Barbed Wire Fence (1939)     - Tony
- Guadalcanal Diary (1943) -     Capt. Davis
- The Purple Heart (1944) - Lt. Angelo     Canelli
- Captain     Eddie (1945) - Pvt. John Bartek
- A Bell for Adano (1945) - Nicolo (Italian     POW)
- The Spider (1945) - Chris     Conlon
- A Walk in the Sun (1945)     - Pvt. Rivera
- 13 Rue Madeleine (1946) - Bill     O'Connell
- Somewhere in the Night (1946)     - Mel Phillips
- The     Other Love (1947) - Paul Clermont
- Call Northside 777 (1948) - Frank     W. Wiecek
- Cry of the City (1948) - Martin Rome
- Big Jack (1949) - Dr. Alexander Meade
- House of Strangers (1949) - Max     Monetti
- Thieves' Highway (1949) - Nick     Garcos
- Whirlpool (1950) - Dr. William     'Bill' Sutton
- The Sleeping City (1950) - Fred     Rowan, aka Fred Gilbert
- Hollywood Story (1951) - Larry     O'Brien
- The Raging Tide (1951) - Bruno Felkin
- The Fighter (1952) - Felipe     Rivera
- Riders of Vengeance (1952) -     Jan Morrell
- The Blue Gardenia (1953) - Casey     Mayo
- Desert     Legion (1953) - Crito Damou / Omar Ben Khalif
- Slaves of Babylon (1953) - Nahum
- Highway Dragnet (1954) - Jim Henry
- Mask     of Dust (1954) - Peter Wells
- The     Big Combo (1955) - Mr. Brown
- New York Confidential (1955)     - Nick Magellan
- The Big Tip Off (1955) - Johnny     Denton
- Little Red Monkey (1955) - Bill     Locklin
- Bengazi (1955)     - John Gillmore
- Target     Zero (1955) - Lt. Tom Flagler
- I'll Cry Tomorrow (1955) - Tony     Bardeman
- Full     of Life (1956) - Nick Rocco
- The Brothers Rico (1957) - Eddie     Rico
- This     Angry Age (The Sea Wall) (1957) - Michael
- The Untouchables (1959) - Ira Bauer / Arnie Seeger
- They Came to Cordura (1959) -     Cpl. Milo Trubee
- The Twilight Zone (1959) - Edward     Hall
- Ocean's     11 (1960) - Anthony Bergdorf
- Pepe (1960)     - Richard Conte
- Naked City (1962) - Phil Clifford
- Who's Been Sleeping in My Bed? (1963)     - Leonard Ashley
- The Eyes of Annie Jones (1964)     - David Wheeler
- Circus World (1964) - Aldo     Alfredo
- Arrest and Trial (1964) - Paul Dunnell
- The Greatest Story Ever Told (1965)     - Barabbas
- Synanon (1965)     - Reid Kimble
- Extraña invasión (Stay Tuned for     Terror) (1965)
- Asault on a Queen (1966) - Tony     Moreno
- Hotel (1967) - Detective Dupere
- Tony Rome (1967)     - Lt. Dave Santini
- Death Sentence (1968) -     Diaz
- Operation Cross Eagles (1968) -     Lt. Bradford (regizor)
- Lady     in Cement (1968) - Lt. Dave Santini
- Explosion (1969)     - Dr. Philip Neal
- The     Challengers (TV 1970) - Ritchie
- The     Godfather (1972) - Don Emilio     Barzini
- Il Boss (Murder     Inferno) (1973) - Don Corrasco
- The     Big Family (1973) - Don Antonio Marchesi
- My Brother Anastasia (1973) -     Alberto 'Big Al' Anastasia
- The Violent Professionals (1973)     - Padulo
- Pete, Pearl & the Pole (1973)     - Bruno
- Tony     Arzenta (Big Guns) (1973) - Nick Gusto
- Anna, quel particolare piacere (1973)     - Riccardo Sogliani
- Shoot First, Die Later (1974) -     Mazzanti
- Evil     Eye (1975) - Dr. Stone
- La     encadenada (A Diary of a Murderess) (1975) - Alexander
- Violent     Rome (1975) - Lawyer Sartori
- Un     urlo dalle tenebre (Naked Exorcism) (1975)     - Exorcist
- The     Godfather Saga (1977) - Don Emilio     Barzini